# Distyliopsis
Distyliopsis Endress – rodzaj roślin należący do rodziny oczarowatych (Hamamelidaceae R. Br. in Abel). Obejmuje 6 gatunków występujących naturalnie w południowej części Chin, na Tajwanie, w Azji Południowo-Wschodniej oraz na Nowej Gwinei.

## Systematyka
Pozycja systematyczna według APweb (aktualizowany system APG III z 2009)
Rodzaj ten należy do podrodziny Hamamelidoideae Burnett w obrębie rodziny oczarowatych (Hamamelidaceae R. Br. in Abel) z rzędu skalnicowców (Saxifragales Dumort.).
Wykaz gatunków
- Distyliopsis dunnii (J.H.Hemsl.) Endress
- Distyliopsis lanata N.A.Brummitt & Utteridge
- Distyliopsis laurifolia (J.H.Hemsl.) Endress
- Distyliopsis salicifolia (H.L.Li & E.Walker) Endress
- Distyliopsis tutcheri (J.H.Hemsl.) Endress
- Distyliopsis yunnanensis (H.T.Chang) C.Y.Wu